# La Ciénega, General Heliodoro Castillo
La Ciénega är en ort i Mexiko.   Den ligger i kommunen General Heliodoro Castillo och delstaten Guerrero, i den södra delen av landet, 220 km sydväst om huvudstaden Mexico City. La Ciénega ligger 1 817 meter över havet och antalet invånare är 139.
Terrängen runt La Ciénega är bergig åt nordväst, men åt sydost är den kuperad. Runt La Ciénega är det ganska glesbefolkat, med 21 invånare per kvadratkilometer. Närmaste större samhälle är Tlacotepec, 18,8 km nordost om La Ciénega. I omgivningarna runt La Ciénega växer huvudsakligen savannskog.